# Coppa Italia 1922
První ročník Coppa Italia (italského fotbalového poháru) se konal od 2. dubna do 16. června 1922. Skončila vítězstvím klubu Vado, což bylo jeho jediné vítězství.

## Účastníci
| Piemont            | Ligurie    | Lombardie        | Benátsko    | Emilia         | Toskánsko          |
| ------------------ | ---------- | ---------------- | ----------- | -------------- | ------------------ |
| Novese             | Rivarolese | Libertas         | Treviso     | Carpi          | Florencie          |
| Pastore            | Sestrese   | Enotria Goliardo | Udinese     | Parma          | Libertas Florencie |
| Torinese           | Speranza   | Juventus Italia  | Edera Terst | Mantovana      | Lucchese           |
| Valenzana          | Spes       | Saronno          | Triestina   | Virtus Boloňa  | Pro Livorno        |
| Aeronautica Turín  | Fiorente   | Trevigliese      | Feltrese    | Forli e Liberi | Audace Livorno     |
| Vercellesi Erranti | Molassana  | Crema            |             | Casalecchio    |                    |
|                    | Vado       | Codogno          |             |                |                    |
|                    |            | Fanfulla         |             |                |                    |

## Zápasy

### 1. kolo
Zápasy byly na programu 2. dubna 1922.
Kluby Treviso, Libertas Florencie a Pro Livorno postoupili přímo do 2. kola.
Poznámky
|  | Postup do dalšího kola |

| Domácí             | Výsledek         | Hosté             |
| ------------------ | ---------------- | ----------------- |
| Audace Livorno     | 0:2 (kontumačně) | Molassana         |
| Casalecchio        | 0:2 (kontumačně) | Carpi             |
| Crema              | 4:1              | Codogno           |
| Fanfulla           | 2:1              | Libertas          |
| Forli e Liberi     | 3:0              | Mantovana         |
| Juventus Italia    | 2:0              | Enotria Goliardo  |
| Lucchese           | 9:0              | Florencie         |
| Novese             | 6:0              | Aeronautica Turín |
| Rivarolese         | 2:0              | Sestrese          |
| Spes               | 0:1              | Speranza          |
| Trevigliese        | 0:1 (prodl)      | Saronno           |
| Triestina          | 0:2 (kontumačně) | Edera Terst       |
| Udinese            | 4:0              | Feltrese          |
| Vado               | 4:3 (prodl)      | Fiorente          |
| Valenzana          | 2:1              | Pastore           |
| Vercellesi Erranti | 0:1              | Torinese          |
| Virtus Boloňa      | 1:0              | Parma             |

### 2. kolo
Zápasy byly na programu 9.–23. dubna1922.
Kluby Libertas Florencie a Pro Livorno opět postoupili přímo do dalšího kola.
| Domácí          | Výsledek | Hosté      |
| --------------- | -------- | ---------- |
| Crema           | 1:2      | Speranza   |
| Fanfulla        | 1:4      | Novese     |
| Forli e Liberi  | 4:0      | Treviso    |
| Juventus Italia | 3:0      | Torinese   |
| Lucchese        | 5:0      | Rivarolese |
| Vado            | 5:1      | Molassana  |
| Valenzana       | 1:0      | Saronno    |
| Virtus Boloňa   | 1:0      | Carpi      |
| Edera Terst     | 0:4      | Udinese    |

### 3. kolo
Zápasy byly na programu 23. dubna 1922.
Kluby Libertas Florencie, Novese, Speranza, Udinese a Pro Livorno postoupili přímo do čtvrtfinále.
| Domácí    | Výsledek | Hosté           |
| --------- | -------- | --------------- |
| Lucchese  | 4:0      | Virtus Boloňa   |
| Vado      | 2:0      | Juventus Italia |
| Valenzana | 3:0      | Forli e Liberi  |

### Čtvrtfinále
Zápasy byly na programu 30. dubna - 18. června 1922.
| Domácí             | Výsledek         | Hosté     |
| ------------------ | ---------------- | --------- |
| Pro Livorno        | 0:1              | Vado      |
| Libertas Florencie | 2:0 (kontumačně) | Valenzana |
| Speranza           | 1:2              | Lucchese  |
| Udinese            | 2:0 (kontumačně) | Novese    |

### Semifinále
Zápasy byly na programu 25. června - 9. července 1922
| Domácí  | Výsledek     | Hosté              |
| ------- | ------------ | ------------------ |
| Vado    | 1:0 (prodl.) | Libertas Florencie |
| Udinese | 1:0          | Lucchese           |

### Finále
| 16. 7. 1922   |                |         |                                                                |
| Vado          | 1 : 0 (prodl.) | Udinese | Stadio Ferruccio Chittolina, Vado Ligure rozhodčí: Pasquinelli |
| Levratto 118' |                |         | Stadio Ferruccio Chittolina, Vado Ligure rozhodčí: Pasquinelli |

## Střelecká listina
| P. | Nár | Hráč                     | Tým             | Branky |
| -- | --- | ------------------------ | --------------- | ------ |
| 1. |     | Ernesto Bonino           | Lucchese        | 6      |
| 2. |     | Virgilio Felice Levratto | Vado            | 5      |
| 3. |     | Gian Antonio Maggi       | Juventus Italia | 4      |

## Vítěz
| Coppa Italia 1922 Vado (1. titul) |